# Lingue oceaniche
Le lingue oceaniane (o gruppo oceaniano) sono un insieme omogeneo di quasi 500 lingue derivate da una lingua comune, il proto-oceaniano (POc), parlate sulle isole dell'oceano Pacifico.
Questo gruppo linguistico comprende l'insieme delle lingue vernacolari parlate sulle isole del Pacifico, ad eccezione delle lingue aborigene australiane, della lingua chamorro, della lingua palauana e della maggior parte delle lingue papuane di Nuova Guinea e delle Isole dello Stretto di Torres.

## Distribuzione geografica
Benché coprano un'area particolarmente vasta, le lingue oceaniche sono parlate da circa due milioni di persone. Una delle più parlate è il samoano (circa 500.000 parlanti), poi il figiano orientale con più di 450.000 parlanti, includendo tutte le varianti. La lingua gilbertese, il tongano, la lingua māori, il figiano orientale ed il kuanua parlato dai Tolai della Nuova Guinea superano ciascuna i 100.000 locutori; il tahitiano è parlato come prima lingua da circa 50.000 persone.

## Classificazione
Il gruppo oceanico, che venne individuato come tale da Sidney Herbert Ray nel 1896, forma un sottogruppo delle lingue maleo-polinesiache, che sono un ramo della famiglia delle lingue austronesiane.
Grazie alle ricerche di molti linguisti, in particolare del tedesco Otto Dempwolff (1871-1938), si è potuto dimostrare l'esistenza di un antenato comune al gruppo di lingue oceaniche: il proto-oceanico (abbreviato POc). Questa lingua sarebbe stata parlata dagli antenati delle popolazioni austronesiane dell'Oceania prima della loro dispersione, che avvenne probabilmente verso il 2.000 a.C., a partire dall'arcipelago delle Bismarck, ad est della Nuova Guinea, diffusione associata alla civiltà Lapita. Gli archeologi ed i linguisti sono d'accordo nel considerare queste popolazioni coincidenti con quelle che svilupparono e diffusero la ceramica e la cultura Lapita.

### Lynchet al.(2011)
Secondo Lynch et al., le lingue oceaniche sono così internamente suddivise:
- Isole dell'Ammiragliato (famiglia)
- oceanico occidentale (linkage)
- oceanico centro-orientale (linkage)

### Ethnologue (2015)
Secondo Ethnologue, all'interno della famiglia austronesiana, il sottogruppo oceanico si situa nel gruppo delle lingue maleo-polinesiache centro-orientali del ramo delle lingue maleo-polinesiache. Il sottogruppo oceanico è così ripartito:
- Isole dell'Ammiragliato
  - orientale: manus, pak-tong, isole sud-orientali
  - occidentale: kaniet, seimat, wuvulu-aua
- oceanico centro-orientale
  - oceanico remoto: lingue del Pacifico centrale, lingue micronesiane (nucleare)[3], lingue canache della Nuova Caledonia e delle Isole della Lealtà, lingue di Vanuatu settentrionali e centrali
  - Vanuatu meridionale: aneytyum, erromanga, tanna
  - salomonico sud-orientale: Gela-Guadalcanal, Malaita (come il fiu)-San Cristobal
- St. Mathias: mussau-emira, tenis
- Temotu: Reefs-Santa Cruz, Utupua-Vanikoro
- oceanico occidentale
  - mesomelanesiano: Bali-Vitu, Nuova Irlanda, Willaumez
  - Nuova Guinea settentrionale: Golfo di Huon, Ngero-Vitiaz, Sarmi-Jayapura Bay, isole Schouten
  - punta papuana: nucleare, periferico
- yapese: yapese